# Референдумы в Швейцарии (1978)
Референдумы в Швейцарии проходили 26 февраля, 28 мая, 24 сентября и 3 декабря 1978 года. Всего было проведено 14 голосований. В феврале проходили референдумы по народой инициативе «по увеличению проведения совместных решений Федерального совета и народа относительно строительства национальных дорог» (отклонён), по изменению федерального закона о страховании по старости и потере кормильца (одобрен), по народной инициативе «о снижении пенсионного возраста» (отклонён) и по поправке к Конституционной статье об экономическому циклу в стране (одобрен). В мае прошло 5 референдумов: по закону о времени (отвергнут), по поравкам к закону о тарифах (одобрен), по федеральному закону, запрещающему аборты (отвергнут), по федеральному закону о стимулировании научных исследований и университетов (отклонён) и по народной инициативе «за 12 воскресений в году без автомобильного транспорта» (отклонён).
В сентябре прошёл референдум по созданию нового кантона Юра, который был одобрен. В декабре прошли референдумы по резолюции о молочном животноводстве (одобрен), по закону о защите животных (одобрен), по федеральному закону о безопасности (отклонён) и по федеральному закону о профессиональном образовании (одобрен).

## Результаты

### Февраль: Национальное дорожное строительство
| Выбор                                | Общее голосование | Общее голосование | Кантоны | Кантоны | Кантоны |
| Выбор                                | Голосов           | %                 | Полных  | Полу-   | Всего   |
| ------------------------------------ | ----------------- | ----------------- | ------- | ------- | ------- |
| За                                   | 696 501           | 38,7              | 0       | 0       | 0       |
| Против                               | 1 104 292         | 61,3              | 19      | 6       | 22      |
| Пустых бюллетеней                    | 41 857            | –                 | –       | –       | –       |
| Недействительных бюллетеней          | 2 107             | –                 | –       | –       | –       |
| Всего                                | 1 842 057         | 100               | 19      | 6       | 22      |
| Зарегистрированных избирателей/ Явка | 3 821 750         | 48,2              | –       | –       | –       |
| Источник: Nohlen & Stöver            |                   |                   |         |         |         |

### Февраль: Поправка к закону о страховании по старости и потере кормильца
| Выбор                                | Голосов   | %    |
| ------------------------------------ | --------- | ---- |
| За                                   | 1 192 144 | 65,6 |
| Против                               | 625 566   | 34,4 |
| Пустых бюллетеней                    | 26 482    | –    |
| Недействительных бюллетеней          | 1 947     | –    |
| Всего                                | 1 846 139 | 100  |
| Зарегистрированных избирателей/ Явка | 3 821 750 | 48,3 |
| Источник: Nohlen & Stöver            |           |      |

### Февраль: Снижение пенсионного возраста
| Выбор                                | Общее голосование | Общее голосование | Кантоны | Кантоны | Кантоны |
| Выбор                                | Голосов           | %                 | Полных  | Полу-   | Всего   |
| ------------------------------------ | ----------------- | ----------------- | ------- | ------- | ------- |
| За                                   | 377 017           | 20,6              | 0       | 0       | 0       |
| Против                               | 1 451 220         | 79,4              | 19      | 6       | 22      |
| Пустых бюллетеней                    | 17 191            | –                 | –       | –       | –       |
| Недействительных бюллетеней          | 1 811             | –                 | –       | –       | –       |
| Всего                                | 1 847 239         | 100               | 19      | 6       | 22      |
| Зарегистрированных избирателей/ Явка | 3 821 750         | 48,3              | –       | –       | –       |
| Источник: Nohlen & Stöver            |                   |                   |         |         |         |

### Февраль: Конституционная поправка по экономическому циклу
| Выбор                                | Общее голосование | Общее голосование | Кантоны | Кантоны | Кантоны |
| Выбор                                | Голосов           | %                 | Полных  | Полу-   | Всего   |
| ------------------------------------ | ----------------- | ----------------- | ------- | ------- | ------- |
| За                                   | 1 172 130         | 68,4              | 19      | 6       | 22      |
| Против                               | 542 634           | 31,6              | 0       | 0       | 0       |
| Пустых бюллетеней                    | 116 578           | –                 | –       | –       | –       |
| Недействительных бюллетеней          | 3 025             | –                 | –       | –       | –       |
| Всего                                | 1 834 367         | 100               | 19      | 6       | 22      |
| Зарегистрированных избирателей/ Явка | 3 821 750         | 48,0              | –       | –       | –       |
| Источник: Nohlen & Stöver            |                   |                   |         |         |         |

### Май: Закон о времени
| Выбор                                | Голосов   | %    |
| ------------------------------------ | --------- | ---- |
| За                                   | 886 376   | 47,9 |
| Против                               | 963 862   | 52,1 |
| Пустых бюллетеней                    | 28 392    | –    |
| Недействительных бюллетеней          | 1 324     | –    |
| Всего                                | 1 879 954 | 100  |
| Зарегистрированных избирателей/ Явка | 3 835 650 | 49,0 |
| Источник: Nohlen & Stöver            |           |      |

### Май: Поправка к закону о тарифах
| Выбор                                | Голосов   | %    |
| ------------------------------------ | --------- | ---- |
| За                                   | 971 908   | 54,8 |
| Против                               | 801 167   | 45,2 |
| Пустых бюллетеней                    | 92 832    | –    |
| Недействительных бюллетеней          | 2 084     | –    |
| Всего                                | 1 867 991 | 100  |
| Зарегистрированных избирателей/ Явка | 3 835 650 | 48,7 |
| Источник: Nohlen & Stöver            |           |      |

### Май: Запрет абортов
| Выбор                                | Голосов   | %    |
| ------------------------------------ | --------- | ---- |
| За                                   | 559 103   | 31,2 |
| Против                               | 1 233 149 | 68,8 |
| Пустых бюллетеней                    | 79 717    | –    |
| Недействительных бюллетеней          | 2 543     | –    |
| Всего                                | 1 874 512 | 100  |
| Зарегистрированных избирателей/ Явка | 3 835 650 | 48,9 |
| Источник: Nohlen & Stöver            |           |      |

### Май: Стимулирование исследований и университетов
| Выбор                                | Голосов   | %    |
| ------------------------------------ | --------- | ---- |
| За                                   | 792 458   | 43,3 |
| Против                               | 1 037 020 | 56,7 |
| Пустых бюллетеней                    | 44 837    | –    |
| Недействительных бюллетеней          | 1 566     | –    |
| Всего                                | 1 875 881 | 100  |
| Зарегистрированных избирателей/ Явка | 3 835 650 | 48,9 |
| Источник: Nohlen & Stöver            |           |      |

### Май: Инициатива по 12 безавтомобильных воскресений в год
| Выбор                                | Общее голосование | Общее голосование | Кантоны | Кантоны | Кантоны |
| Выбор                                | Голосов           | %                 | Полных  | Полу-   | Всего   |
| ------------------------------------ | ----------------- | ----------------- | ------- | ------- | ------- |
| За                                   | 678 162           | 36,3              | 0       | 0       | 0       |
| Против                               | 1 191 204         | 63,7              | 19      | 6       | 22      |
| Пустых бюллетеней                    | 13 624            | –                 | –       | –       | –       |
| Недействительных бюллетеней          | 1 367             | –                 | –       | –       | –       |
| Всего                                | 1 884 357         | 100               | 19      | 6       | 22      |
| Зарегистрированных избирателей/ Явка | 3 835 650         | 49,1              | –       | –       | –       |
| Источник: Nohlen & Stöver            |                   |                   |         |         |         |

### Сентябрь: Создание кантона Юра
| Выбор                                | Общее голосование | Общее голосование | Кантоны | Кантоны | Кантоны |
| Выбор                                | Голосов           | %                 | Полных  | Полу-   | Всего   |
| ------------------------------------ | ----------------- | ----------------- | ------- | ------- | ------- |
| За                                   | 1 309 841         | 82,3              | 19      | 6       | 22      |
| Против                               | 281 873           | 17,7              | 0       | 0       | 0       |
| Пустых бюллетеней                    | 24 377            | –                 | –       | –       | –       |
| Недействительных бюллетеней          | 2 372             | –                 | –       | –       | –       |
| Всего                                | 1 618 463         | 100               | 19      | 6       | 22      |
| Зарегистрированных избирателей/ Явка | 3 848 961         | 42,0              | –       | –       | –       |
| Источник: Nohlen & Stöver            |                   |                   |         |         |         |

### Декабрь: Молочное животноводство
| Выбор                                | Голосов   | %    |
| ------------------------------------ | --------- | ---- |
| За                                   | 1 092 586 | 68,5 |
| Против                               | 502 405   | 31,5 |
| Пустых бюллетеней                    | 66 812    | –    |
| Недействительных бюллетеней          | 2 601     | –    |
| Всего                                | 1 664 404 | 100  |
| Зарегистрированных избирателей/ Явка | 3 857 162 | 43,2 |
| Источник: Nohlen & Stöver            |           |      |

### Декабрь: Закон о защите животных
| Выбор                                | Голосов   | %    |
| ------------------------------------ | --------- | ---- |
| За                                   | 1 339 252 | 81,7 |
| Против                               | 300 045   | 18,3 |
| Пустых бюллетеней                    | 27 717    | –    |
| Недействительных бюллетеней          | 1 902     | –    |
| Всего                                | 1 668 916 | 100  |
| Зарегистрированных избирателей/ Явка | 3 857 162 | 43,3 |
| Источник: Nohlen & Stöver            |           |      |

### Декабрь: Федеральный закон о безопасности
| Выбор                                | Голосов   | %    |
| ------------------------------------ | --------- | ---- |
| За                                   | 723 719   | 44,0 |
| Против                               | 920 312   | 56,0 |
| Пустых бюллетеней                    | 23 294    | –    |
| Недействительных бюллетеней          | 1 914     | –    |
| Всего                                | 1 669 239 | 100  |
| Зарегистрированных избирателей/ Явка | 3 857 162 | 43,3 |
| Источник: Nohlen & Stöver            |           |      |

### Декабрь: Профессиональное образование
| Выбор                                | Голосов   | %    |
| ------------------------------------ | --------- | ---- |
| За                                   | 902 379   | 56,0 |
| Против                               | 707 746   | 44,0 |
| Пустых бюллетеней                    | 52 261    | –    |
| Недействительных бюллетеней          | 2 360     | –    |
| Всего                                | 1 664 912 | 100  |
| Зарегистрированных избирателей/ Явка | 3 857 162 | 43,2 |
| Источник: Nohlen & Stöver            |           |      |